# Molophilus neofacinus
Molophilus neofacinus är en tvåvingeart som beskrevs av Alexander 1964. Molophilus neofacinus ingår i släktet Molophilus och familjen småharkrankar.
Artens utbredningsområde är Venezuela. Inga underarter finns listade i Catalogue of Life.